# Digna Collazo
María Digna Collazo y del Castillo fue una matrona, ensayista, editora, sufragista y activista feminista cubana. Fue una de las artífices de la campaña sufragista en Cuba a partir de la década de 1910 junto a Amalia Mallén; en este marco, fue partícipe de la fundación de las primeras organizaciones que buscaban el voto de la mujer en su país, como el Sufragistas Cubanas (1912) y el Partido Nacional Sufragista (1913) —de la que fue su vicepresidenta—. Además, fundó junto a Carmen Velacoracho de Lara, el Partido Feminista en 1918.
Digna Collazo también fue la primera presidenta de la naciente Asociación de Comadronas de Cuba en 1889, organismo que permitió declarar como obligatoria la colegiación de este tipo de profesionales.
Por otro lado, fue redactora jefe de la revista El Amigo (1900) y directora del periódico El Sufragista (1913).